# Dalea hegewischiana
Dalea hegewischiana är en ärtväxtart som beskrevs av Ernst Gottlieb von Steudel. Dalea hegewischiana ingår i släktet Dalea, och familjen ärtväxter. Inga underarter finns listade i Catalogue of Life.